# Furness Shipbuilding Company
La Furness Shipbuilding Company était une entreprise de construction navale basée à Haverton Hill, arrondissement de Stockton-on-Tees, en Angleterre. Il a été créé pendant la Première Guerre mondiale et a fonctionné de 1917 à 1979.

## Établissement

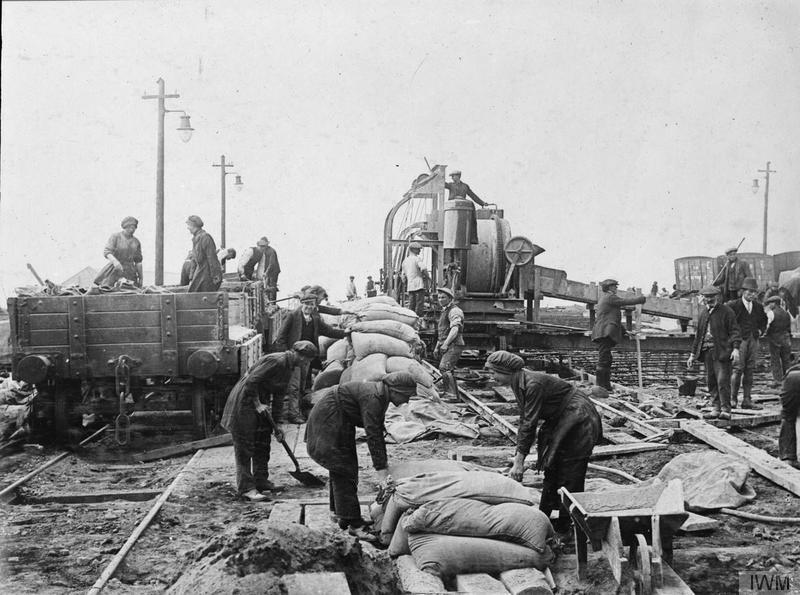
Construction de nouveaux postes d'amarrage pendant la Première Guerre mondiale

Le chantier a été initialement établi comme chantier naval d'urgence pour réparer les navires endommagés pendant la guerre. Elle a été constituée en société privée en 1917 et couvrait un site de 35 hectares sur la rive nord de la rivière Tees à Haverton Hill, en face de Middlesbrough. Une fois achevé, il comprenait 20 hectares récupérés sur des terres à marée avec 760 mètres de façade fluviale, avec 12 postes d'amarrage et un bassin d'aménagement mesurant 300 mètres sur 76 mètres. Il fonctionnait comme une filiale au sein de la Furness Withy-Furness, Withy Shipping Company, le premier navire étant déposé en mars 1918, avant que le chantier ne soit terminé. Elle a initialement construit des navires pour le gouvernement britannique et des sociétés étrangères, ainsi que des navires pour Furness, Withy & Co et ses filiales. Pendant les années 1920, il a construit des Charbonnier, des paquebots, des paquebots/cargo à double vocation, des baleiniers et cinq pétroliers en eau profonde. À la fin des années 1920, il a construit un certain nombre de navires pour le service sur les Grands Lacs d'Amérique du Nord, transportant des céréales et des roches de gypse. Ces navires étaient de conception pont avant/moteurs arrière typiques des vraquiers des Grands Lacs. L'un de ces navires construit par la Furness Shipbuilding Company était le Cementkarrier, l'un des premiers navires diesel-électriques construits dans le nord-est de l'Angleterre.
Avec le déclin économique des années 1930 affectant les compagnies de navigation et de construction navale, le chantier naval a reçu peu de commandes au début des années 1930. Les affaires se sont améliorées au milieu des années 1930 et, en 1936, le chantier naval a produit 11 navires. [1] Pendant la Seconde Guerre mondiale, entre 1939 et 1946, 26 pétroliers en haute mer, seize pétroliers côtiers CHANT, six navires clochards et trois navires-usines à baleines ont été construits. Pour faire face à la demande en temps de guerre, le chantier a ajouté quatre couchettes supplémentaires. Les années d'après-guerre ont également vu des commandes importantes du chantier naval, avec 76 grands navires et pétroliers construits entre 1947 et 1963. Vers 1951, la propriété du chantier a été dévolue à Haverton Holdings, et en 1961, le chantier employait 2 750 travailleurs et produisait des navires de 52 000 tonnes de port en lourd et de charpentes métalliques pour ponts et gazomètres.

## Déclin
Le chantier a été modernisé en 1963 pour pouvoir construire des supertankers et des vraquiers, construisant son premier vraquier, Essi Gina, peu de temps après. Une baisse des commandes s'est ensuivie et, en 1967, la société holding propriétaire de la Furness Shipbuilding Company a vendu ses intérêts dans la construction navale. En mars 1968, il a été annoncé que le chantier devait être fermé avec la perte de 3 000 emplois, et cette même année, il a été fusionné avec le groupe Swan Hunter. De nouvelles commandes ont été passées et le 12 octobre 1970, le chantier naval a lancé le premier des six transporteurs de minerai/vrac/pétrole de classe Bridge, Furness Bridge. Cinq autres ont été lancés au rythme d'un par an. En 1977, le chantier naval et les autres actifs de Swan Hunter ont été nationalisés au sein de la British Shipbuilders Corporation, et deux ans plus tard, en 1979, le chantier a finalement été fermé.

## Héritage

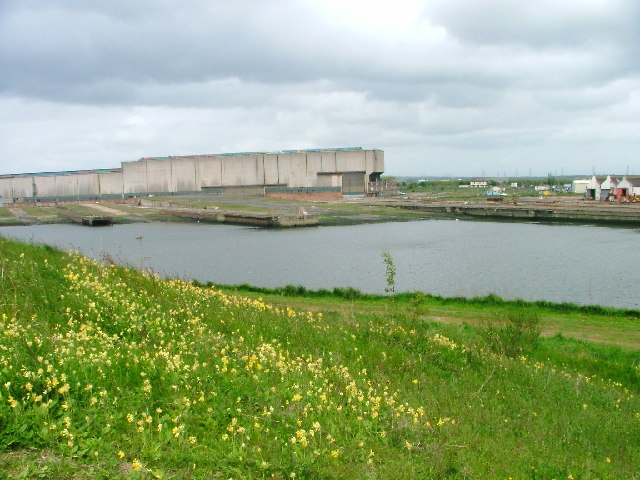
Les cales abandonnées de la Furness Shipbuilding Company en 2005

Le site du chantier est devenu la propriété du Tees Alliance Group, qui l'a acquis pour construire des structures offshore pour l'industrie pétrolière. Avec la faillite de la société en 2014, ses actifs, y compris le chantier naval, ont été acquis par l'entreprise dano-allemande Offshore Structures (Britain) Ltd,.